# International Darts Open
De International Darts Open is een dartstoernooi dat sinds 2015 wordt gehouden, als onderdeel van de PDC European Tour. Het wordt gehouden  in Riesa, Duitsland. 

## Winnaars International Darts Open
| Jaar | Winnaar                                      | Runner-up                                    | Score                                        | Prijzengeld                                  | Winnaar                                      | Runner-up                                    |
| ---- | -------------------------------------------- | -------------------------------------------- | -------------------------------------------- | -------------------------------------------- | -------------------------------------------- | -------------------------------------------- |
| 2015 | Michael Smith                                | Benito van de Pas                            | 6–3 (legs)                                   | £ 115.000                                    | £ 25.000                                     | £ 10.000                                     |
| 2016 | Mensur Suljović                              | Kim Huybrechts                               | 6–5 (legs)                                   | £ 115.000                                    | £ 25.000                                     | £ 10.000                                     |
| 2017 | Peter Wright                                 | Kim Huybrechts                               | 6–5 (legs)                                   | £ 135.000                                    | £ 25.000                                     | £ 10.000                                     |
| 2018 | Gerwyn Price                                 | Simon Whitlock                               | 8–3 (legs)                                   | £ 135.000                                    | £ 25.000                                     | £ 10.000                                     |
| 2019 | Gerwyn Price                                 | Rob Cross                                    | 8–6 (legs)                                   | £ 140.000                                    | £ 25.000                                     | £ 10.000                                     |
| 2020 | Joe Cullen                                   | Michael van Gerwen                           | 8–5 (legs)                                   | £ 140.000                                    | £ 25.000                                     | £ 10.000                                     |
| 2021 | Werd niet gehouden vanwege de coronapandemie | Werd niet gehouden vanwege de coronapandemie | Werd niet gehouden vanwege de coronapandemie | Werd niet gehouden vanwege de coronapandemie | Werd niet gehouden vanwege de coronapandemie | Werd niet gehouden vanwege de coronapandemie |
| 2022 | Gerwyn Price                                 | Peter Wright                                 | 8–4 (legs)                                   | £ 140.000                                    | £ 25.000                                     | £ 10.000                                     |
| 2023 | Gerwyn Price                                 | Michael van Gerwen                           | 8–4 (legs)                                   | £ 175.000                                    | £ 30.000                                     | £ 12.000                                     |
| 2024 | Martin Schindler                             | Gerwyn Price                                 | 8–5 (legs)                                   | £ 175.000                                    | £ 30.000                                     | £ 12.000                                     |
| 2025 | Stephen Bunting                              | Nathan Aspinall                              | 8–5 (legs)                                   | £ 175.000                                    | £ 30.000                                     | £ 12.000                                     |

2004 · 2005 · 2006 · 2007 · 2008 · 2009 · 2010 · 2011 · 2012 · 2013 · 2014 · 2015 · 2016 · 2017 · 2018 · 2019 · 2020 · 2021 · 2022 · 2023 · 2024 · 2025
2015 · 
2016 · 
2017 ·
2018 ·
2019 ·
2020 ·
2021 ·
2022 ·
2023 ·
2024 ·
2025